# Hải pháo EOC 12-inch/45-calibre
 Khẩu EOC 12 inch 45 li là tên gọi chung cho một loạt các loại hải pháo 12-inch quấn dây được thiết kế và sản xuất bởi Công ty súng Elswick để trang bị các tàu mà công ty mẹ của nó, Armstrong Whitworth đang đóng hay trang bị cho nhiều nước trước Chiến tranh thế giới thứ nhất.

## Lịch sử

### Brazil

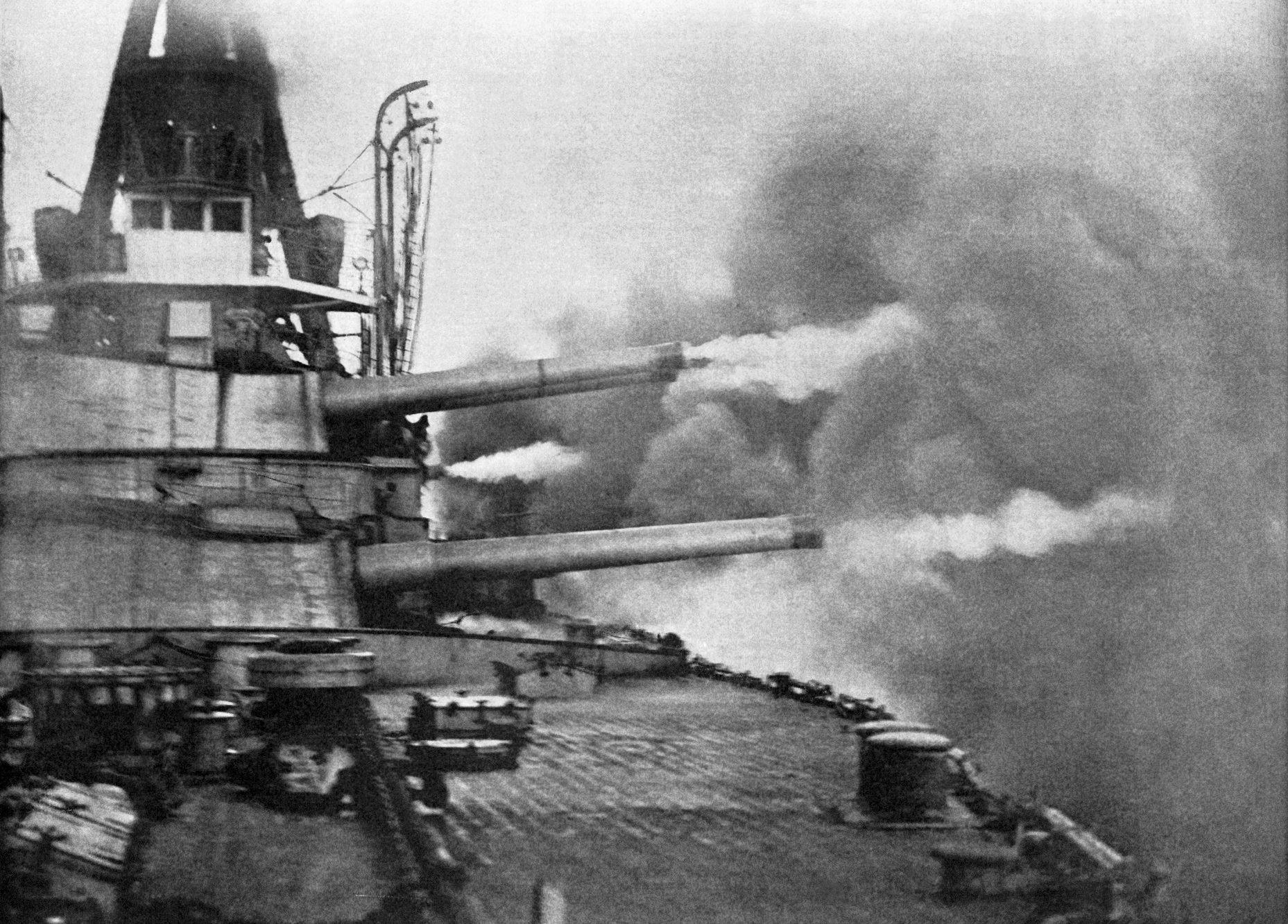
Súng của thiết giáp hạm Minas Geraes của Brazil

Elswick đã cung cấp súng 12-inch/45 caliber cho lớp Minas Geraes đang hoàn thành bởi chính Elswick và Vickers vào năm 1910 cho Brazil.

### Anh

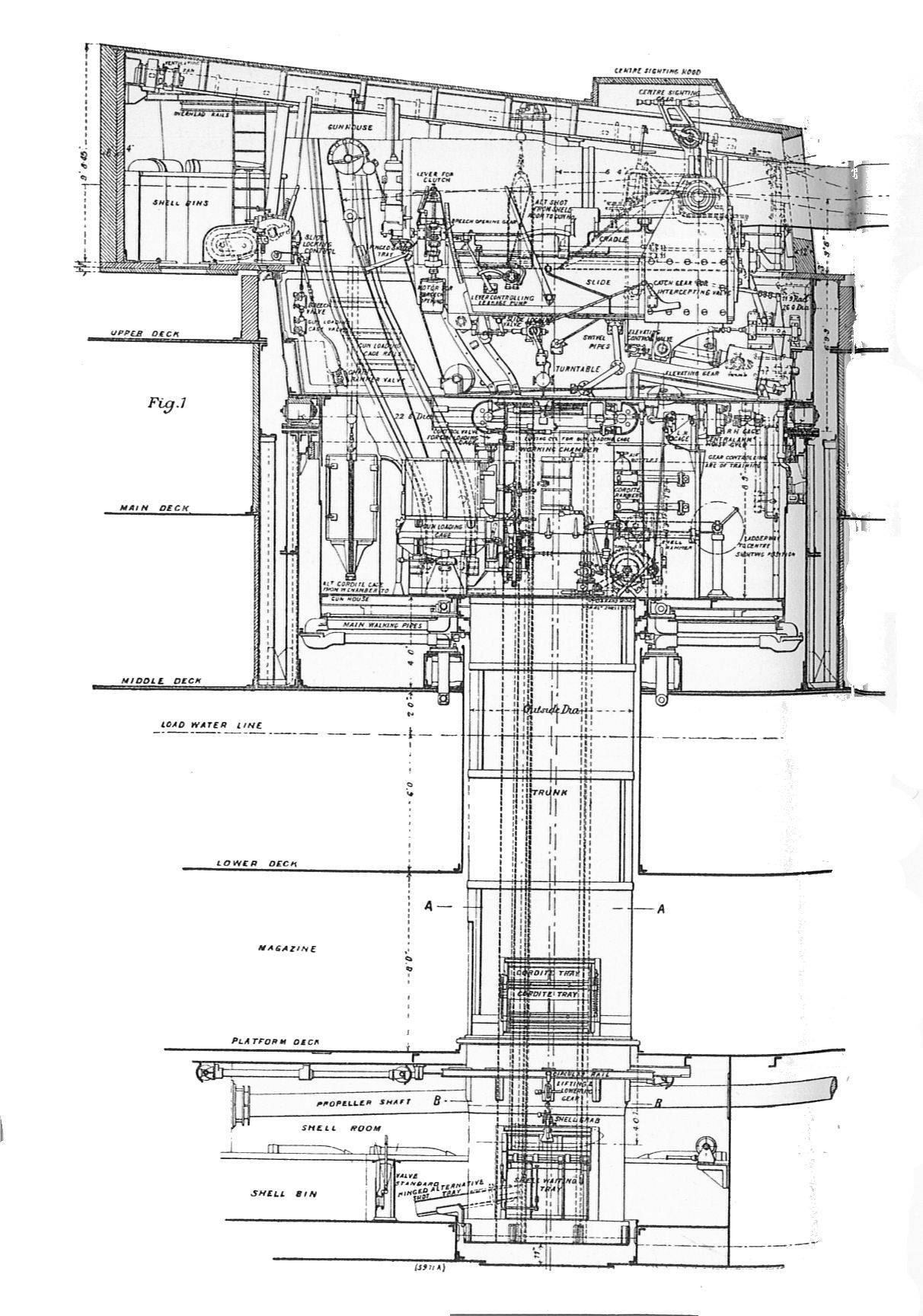
Mặt cắt tháp pháo của chiếc

Khi Chiến tranh thế giới thứ nhất bắt đầu, Elswick đang hoàn thành thiết giáp hạm Sultân Osmân-ı Evvel (ban đầu là tàu Rio de Janeiro đóng cho Brazil) cho Đế chế Ottoman. Nó được trang bị 14 khẩu súng phiên bản mới hơn của dòng 12 inch/45 caliber của Elswick. Tàu được hoàn thành với tên HMS Agincourt và được chưng dụng bởi Hải quân Hoàng gia Anh trong Thế chiến I, với súng của nó được chỉ định tên gọi BL 12 inch Mk XIII. Hiệu suất của súng ngang bằng với khẩu 12-inch tiêu chuẩn của Hải quân Hoàng gia Anh, khẩu BL 12 inch Mk X do Vickers thiết kế.

### Nhật Bản
Elswick đã cung cấp dòng súng 12-inch/45 caliber cho Hải quân Đế quốc Nhật Bản và chúng cũng được sản xuất theo bản quyền tại Nhật Bản.Từ năm 1908, chúng được Hải quân Nhật định danh thành Pháo 12''/45 Loại năm thứ 41. Khi Hải quân Nhật chuyển sang hệ metric vào năm 1917, dòng súng lại được định danh lại thành pháo 30 cm/45 Loại năm thứ 41. Chúng được trang bị cho các lớp tàu sau:
- Thiết giáp hạm lớp Katori, đưa vào vận hành năm 1906
- Tuần dương bọc thép lớp Ibuki, đưa vào vận hành năm 1907 & 1911
- Tuần dương bọc thép lớp Tsukuba, đưa vào vận hành năm 1908
- Thiết giáp hạm Mikasa, được thay súng vào năm 1908
- Thiết giáp hạm lớp Satsuma, đưa vào vận hành năm 1910 & 1912
- Thiết giáp hạm lớp Kawachi, đưa vào vận hành năm 1912

## Ví dụ sống sót
- Trên thiết giáp hạm Mikasa, tại Yokosuka, Nhật Bản

### Vũ khí có vai trò, hiệu suất và thời đại tương đương
- Súng cỡ nòng 304mm / 45 Modèle 1906 của Pháp
- Súng hải quân BL 12 inch Mk X tương đương Vickers
- Súng 12 "/ 45 cỡ nòng Mark 5 tương đương Mỹ